# Liste de bandes dessinées relatives à la Shoah
Cet article présente une liste (non exhaustive) des albums et séries de bande dessinées relatives à la Shoah.

## C
- Edmond-François Calvo, Victor Dancette et Jacques Zimmermann, La bête est morte !, 1947, réédition Futuropolis, 1977. Cet album consacré à la Seconde Guerre mondiale évoque la Shoah sur deux cases seulement, mais de manière explicite. L'étoile jaune figure en détail dans l'un des dessins. Il s'agit de la première évocation de la Shoah dans une bande dessinée française et de la seule avant 1985.
- Patrick Cothias et Paul Gillon, Au nom de tous les miens, Glénat, 1986. Adaptation du récit autobiographique de Martin Gray.
- Pascal Croci, Auschwitz, Emmanuel Proust, coll. « Atmosphères », 1999.

## D
- Loïc Dauvillier, Marc Lizano et Greg Salsedo, « L'Enfant cachée », Le Lombard, hors collection, bande dessinée jeunesse 2011.
- Thomas Duranteau, Des miettes et des étoiles, éditions Elytis, collection Grafik, 2012, préface de Raphaël Esrail.

## G
- Laurent Galandon et Arno Monin, « L'Envolée sauvage », tomes 1 et 2, Bamboo, coll. Angle de vue, 2007.
- Christophe Girard et Pierre Roland Saint-Dizier, "je n'ai pas oublié..." Histoire de la Shoah par balle, Edition du Rocher, 2024.
- Jean-Marie Gourio et Philippe Vuillemin, Hitler = SS.

## H
- Eric Heuvel, La Quête, 2002. BD néerlandaise pour raconter la Shoah aux enfants.
- Horne et Pascal Bresson, Elle s'appelait Sarah, 2018, d'après le roman de Tatiana de Rosnay, sur une fillette raflée au Vel d'Hiv.

## K
- Miriam Katin, Seules contre tous, Seuil, 2006.
- Michel Kichka, 2e Génération, ce que je n'ai pas dit à mon père, éditions Dargaud, 2012
- Bernie Krigstein, The Master Race, Impact no 1, 1955, édité par EC Comics ; version française disponible dans Les Meilleures Histoires d’horreur, collection Xanadu, Humanoïdes Associés, 1994
- Ginette Kolinka, Jean-David Morvan, Victor Matet, Ricard Efa, Cesc, Roger Sole, Adieu Birkenau : une survivante d'Auschwitz raconte, Albin Michel, 2023
- Joe Kubert, Yossel 19 avril 1943 (une histoire du soulèvement du ghetto de Varsovie), Collection Contrebande, éd. Delcourt (19 janvier 2005) (roman graphique)

## L
- Yves Lavandier et Carole Maurel, L'Institutrice, Albin Michel, 2 tomes, 2022

## M
- Jean-David Morvan, Séverine Tréfouël, David Evrard, Irena, Glénat, 5 tomes, 2017-2020.

## S
- Jean-Claude Servais et Raives (couleurs), La Lettre froissée (Bande dessinée), Marcinelle-Charleroi, Dupuis, coll. « Repérages », 1999, 2 vol. (ISBN 978-2-8001-2910-5 et 978-2-800-12977-8).
- Art Spiegelman, Maus, Flammarion : témoignage sur la Shoah sous forme de bande dessinée (prix Pulitzer 1992).

## T
- Tarek et Stéphane Perger, Sir Arthur Benton, Emmanuel Proust (Collection Trilogies).

1. Opération Marmara - 2005
2. Wannsee, 1942 - 2005
3. L’Assaut final - 2006

- Osamu Tezuka, L'Histoire des 3 Adolf, Tonkam, 1983-1985.
- Stéphanie Trouillard (auteure et journaliste) et Thibaut Lambert (Dessinateur) , Si je reviens un jour - Les lettres retrouvées de Louise Pikovsky, Des Ronds dans l'O, 2020.

## V
- David Vandermeulen, Fritz Haber :
  - Tome 1 : L'Esprit du temps, Delcourt, (2005)
  - Tome 2 : Les Héros, Delcourt, (2007)